# Hrženik
 Hrženik  falu Horvátországban Zágráb megyében. Közigazgatásilag Krašićhoz tartozik.

## Fekvése
Zágrábtól 42 km-re délnyugatra, községközpontjától 2 km-re nyugatra a Zsumberki-hegység lejtőin fekszik. 

## Története
A falunak 1857-ben 174, 1910-ben 301 lakosa volt. Trianon előtt Zágráb vármegye Jaskai járásához tartozott. 2001-ben 135 lakosa volt. 

## Lakosság
| Lakosság változása | Lakosság változása | Lakosság változása | Lakosság változása | Lakosság változása | Lakosság változása | Lakosság változása | Lakosság változása | Lakosság változása | Lakosság változása | Lakosság változása | Lakosság változása | Lakosság változása | Lakosság változása | Lakosság változása |
| ------------------ | ------------------ | ------------------ | ------------------ | ------------------ | ------------------ | ------------------ | ------------------ | ------------------ | ------------------ | ------------------ | ------------------ | ------------------ | ------------------ | ------------------ |
| 1857               | 1869               | 1880               | 1890               | 1900               | 1910               | 1921               | 1931               | 1948               | 1953               | 1961               | 1971               | 1981               | 1991               | 2001               |
| 174                | 192                | 226                | 250                | 256                | 301                | 296                | 285                | 233                | 216                | 197                | 198                | 173                | 154                | 135                |

## Nevezetességei
Keresztelő Szent János tiszteletére szentelt kápolnája 1780-ban épült a régi lebontott falkápolna helyén. Egyhajós épület, téglalap alaprajzú hajóval és valamivel keskenyebb, sokszög záródású szentéllyel. A harangtorony a főhomlokzat középtengelyében áll. A templomhoz téglalap alakú sekrestye csatlakozik. A templom dongaboltozatos, míg az apszis félkupolával van fedve. A főoltár és a hajó festményei késő barokk stílusjegyeket mutatnak. A kápolna a barokk szakrális építészet jegyeit hordozza, a homlokzaton klasszicista jellegzetességekkel. Barokk berendezése és faliképei máig fenn maradtak.